# 韦尔芒杜瓦伯爵埃贝尔二世
埃贝尔二世·德·韦尔芒杜瓦（法語：Herbert II de Vermandois；死于943年2月23日），韦尔芒杜瓦、苏瓦松和莫城伯爵。

## 生平
埃贝尔二世是韦尔芒杜瓦伯爵埃贝尔一世的儿子。他从父亲那里继承了韦尔芒杜瓦和苏瓦松，与罗贝尔家族的罗贝尔一世之女法兰西的阿黛勒的婚姻则让他获得了莫城。作为加洛林王朝的宗室，他却取消对糊涂查理的效忠宣誓，拥立罗贝尔一世成为西法兰克国王，并在923年俘获了糊涂查理。糊涂查理被囚禁在佩罗讷的城堡里直到六年后去世。
罗贝尔一世去世后，他的另一位女婿勃艮第公爵拉乌尔继承了西法兰克王位。925年，在拉乌尔的帮助下，埃贝尔二世让他五岁的儿子于格成为兰斯大主教。为了于格地位的稳固，埃贝尔又派使者征询教宗若望十世的认可，后者在926年批准。随后韦尔芒杜瓦的于格被送到欧塞尔学习。
926年，拉昂伯爵罗杰一世去世后，埃贝尔二世要求让自己的长子厄德继承拉昂伯爵之位。他不顾拉乌尔的反对拿下了此地，导致了双方的冲突。埃贝尔二世威胁释放糊涂查理，使得他得以占有拉昂四年之久。但是随着糊涂查理在929年去世，拉乌尔于931年再次进攻埃贝尔二世并将其击败。同年，拉乌尔进军兰斯并废黜了兰斯大主教韦尔芒杜瓦的于格。埃贝尔二世在三年里相继失去了拉昂、蒂耶里堡和苏瓦松。后来在盟友东法兰克国王亨利一世帮助下恢复部分领土，但是失去了兰斯和拉昂，并且必须向拉乌尔效忠。
埃贝尔二世随后和罗贝尔一世的儿子大于格、诺曼底公爵長劍威廉结盟，对抗继任西法兰克国王路易四世，因为后者在941年将拉昂伯爵之位分给了罗杰一世的儿子罗杰二世。埃贝尔一世夺下了兰斯，并再次让自己的儿子韦尔芒杜瓦的于格成为兰斯大主教；此外，他还拿下了亚眠，让长子厄德成为亚眠伯爵。
根据地方文献和编年史学家的记载，埃贝尔二世是被路易四世下令绞死的，大于格随后将他的土地平分给其子女以结束韦尔芒杜瓦家族的势力。
943年，埃贝尔二世在圣康坦去世，他的财产和领土被诸多子女瓜分。埃贝尔二世的子女们先后绝嗣，随着罗贝尔一世的孙子在1022年去世，埃贝尔的男性后代彻底灭绝。

## 婚姻与家庭
埃贝尔二世娶了罗贝尔一世之女法兰西的阿黛勒，有以下子女：
- 厄德（法语：Eudes de Vermandois-Vexin）（约910年 - 946年），亚眠伯爵，944年亚眠被王室收回。
- 阿爾貝一世（约915年 - 987年），韦尔芒杜瓦伯爵。
- 阿黛勒（法语：Adèle de Vermandois）（910年 - 960年），936年嫁给佛兰德伯爵阿爾諾一世。
- 罗贝尔一世（法语：Robert Ier de Meaux），莫城伯爵。罗贝尔一世娶勃艮第公爵沙隆的吉尔贝尔的女儿，获得特鲁瓦，形成香槟伯国的基础。[9]
- 埃贝尔三世（法语：Herbert III d'Omois）（约910年 - 980年），奥姆瓦伯爵，951年娶英格兰国王长者爱德华之女、糊涂查理的遗孀威塞克斯的埃德吉芙（英语：Eadgifu of Wessex）。
- 柳特加尔德（法语：Liutgarde de Vermandois）（约915年 - 978年），940年嫁给诺曼底公爵長劍威廉，后嫁给布卢瓦伯爵蒂博一世（法语：Thibaud Ier de Blois）。柳特加尔德和蒂博一世的孙子在罗贝尔一世的孙子于1022年绝嗣后继承香槟伯国。
- 韦尔芒杜瓦的于格（法语：Hugues de Reims）（920年 - 962年），兰斯大主教。
- 居伊一世（英语：Guy I, Count of Soissons）（？ - 986年），苏瓦松伯爵。